# 4 Page Letter
"4 Page Letter" är en låt framförd av den amerikanska R&B-sångerskan Aaliyah, komponerad av Timbaland och Missy Elliot för Aaliyahs andra studioalbum One in a Million (1996). 
"4 Page Letter" handlar om framföraren som är för blyg för att våga ta kontakt med sitt kärleksintresse. Istället skriver hon ett kärleksbrev som blir fyra sidor långt. Balladen spelades in vid Pyramid Studios i New York och innehåller bakgrundssång av Elliot. Låten gavs ut som den fjärde singeln från Aaliyahs album den 11 mars 1997. Spåret blev snabbt ännu en hit för sångerskan på R&B-marknaden med en 12:e plats på USA:s Hot R&B/Hip-Hop Songs. På Billboard Hot 100 klättrade "4 Page Letter" dessvärre aldrig upp över topp-femtio. I marknadsföringssyfte uppträdde Aaliyah med låten vid både Superfest Concert i San Diego och Summer Jam 1997 i New York. 
Singelns b-sida, "Death of a Playa", komponerades av Timbaland, Aaliyah och hennes bror Rashad Haughton som även medverkar som gästartist. Den flöjt-drivna låten kom senare att även tjäna som b-sida till "Hot Like Fire" och "The One I Gave My Heart To". "Death of a Playa" gavs aldrig ut som ett albumspår på One in a Million.
Musikvideon till singeln regisserades av Daniel Pearl och Aaliyahs bror Rashad Haughton. 

## Format och innehållsförteckningar
- Brittisk CD-singel

1. "4 Page Letter" (Radio Edit) 	3:34
2. "One In A Million" (Timbaland Remix Featuring Ginuwine)   5:06
3. "One In A Million" (Nitebreed Mongoloid Dub) 	9:52
4. "One In A Million" (Nitebreed Bootleg Mix) 	7:13

- Amerikansk CD-singel

1. "4 Page Letter" (Radio Edit)   3:34
2. "4 Page Letter" (Timbaland's Main Mix) 4:37
3. "4 Page Letter" (Quiet Storm Mix) 4:33
4. "Death of a Playa" (featuring Rashad)  4:53

## Listor
| Lista (1997)                                | Topp position |
| ------------------------------------------- | ------------- |
| Europas European Hot 100                    | 28            |
| New Zeelands RIANZ                          | 49            |
| Brittiska UK Singles Chart                  | 24            |
| Amerikanska Billboard Hot 100               | 59            |
| Amerikanska Billboard Hot R&B/Hip-Hop Songs | 12            |
| Amerikanska Billboard Rhythmic Top 40       | 26            |